# Рапото II (Траунгау)
Рапото II фон Траунгау (на немски: Rapoto II von Traungau; † 13 юни ок. 1020) от фамилията Рапотони е 1006 г. граф в Горен Траунгау.

## Произход
Той е син на Рапото I (* пр. 977; † сл. 984), граф в Горен Траунгау в баварска Австрия.

## Фамилия
Рапото II се жени за фон Дилинген, дъщеря на граф Ривин I фон Дилинген († сл. 973) и Хилдегард († сл. 973). Тя е сестра на Варман фон Констанц († 1034), епископ на Констанц, и Еберхард I фон Констанц († 1046), епископ на Констанц, и племенница на епископ Свети Улрих Аугсбургски († 973). Те имат двама сина:
- Диполд I († сл. 18 май 1060), граф в Аугстгау и Горен Траунгау, маркграф на Хам-Фобург, женен за фон Швайнфурт, дъщеря на маркграф Хайнрих фон Швайнфурт († 1017) и Герберга фон Глайберг († сл. 1036).
- Рапото III († 18 юни 1050), (вер. незаконен), граф на Дисен, женен I. за Хемма от Австрия, дъщеря на маркграф Лиутполд фон Бабенберг († 994), маркграф на Баварската източна марка, и графиня Рихарда от Суалафелдгау († 994), II. за фон Дисен, сестра на граф Фридрих II фон Дисен
- вер. Улрих I.